# Інститут літератури імені Тараса Шевченка НАН України
Інститут літератури ім. Т. Г. Шевченка Національної академії наук України — академічна науково-дослідна установа літературознавчого профілю в Україні.
Створений у 1926 році в Харкові як Інститут Тараса Шевченка в системі Народного комісаріату освіти УРСР. Від 1936 у системі Академії наук УРСР (нині Національна академія наук України). З 1952 року  — Інститут літератури імені Т. Г. Шевченка.
З часу заснування Інститут очолювали Д. Багалій (1925—1932), Є. Шабліовський (1933—1935), П. Тичина (1936—1938, 1942—1943), О. Білецький (1939—1941, 1944—1961), М. Шамота (1961—1978), І. Дзеверін (1978—1991), М. Жулинський (з 1991).

## Основні завдання
- здійснення фундаментальних і прикладних досліджень з найважливіших напрямів літературознавства (історія української літератури та сучасний літературний процес в Україні у загальнослов'янському, загальноєвропейському та світовому контекстах; джерелознавче й текстологічне дослідження класичної та модерної української літератури; історія зарубіжних літератур: класичний та модерний виміри; теорія літератури і методологія літературознавчих досліджень у контексті сучасних теорій та інтерпретацій; порівняльне літературознавство;
- підготовка рекомендацій щодо використання результатів наукових досліджень у культурно-освітній та видавничій практиці;
- популяризація національної і світової літератури та досягнень українського літературознавства в Україні та за її межами;
- підготовка наукових кадрів вищої кваліфікації через аспірантуру, докторантуру;
- забезпечення високої якості наукових досліджень, систематичне накопичення і узагальнення наукових результатів.

## Основні наукові напрями діяльності
- історія української літератури від найдавніших часів до наших днів;
- шевченкознавство;
- українська література діаспори;
- сучасна теорія літератури і методологія літературознавчих досліджень;
- історія зарубіжних літератур;
- славістика;
- джерелознавче і текстологічне дослідження української літератури;
- порівняльне літературознавство;
- літературознавча бібліографія.

## Структура
Директор інституту — Микола Жулинський — академік НАН України, доктор філологічних наук, професор.
Заступник директора з наукової роботи — доктор філологічних наук Олександр Боронь.
Заступник директора з наукової та видавничої діяльності — кандидат філологічних наук Сергій Гальченко.
Заступник директора з загальних питань — Гах Тетяна Петрівна.
Згідно зі структурою та пріоритетними завданнями, в Інституті літератури діють такі наукові підрозділи:
- відділ рукописних фондів і текстології (кер. — д. ф. н. Олесь Федорук);
- відділ давньої української літератури (кер. — к. ф. н. Віра Сулима);
- відділ класичної української літератури (кер. — к. ф. н. Бондар Микола Пантелеймонович);
- відділ української літератури XX століття та сучасного літературного процесу (кер. — акад. НАН України Микола Жулинський);
- відділ шевченкознавства (кер. — д. ф. н. Боронь Олександр Вікторович);
- відділ теорії і літературної критики (кер. — д. ф. н. Леся Мар'янівна Демська);
- відділ зарубіжних і слов'янських літератур кер. — д. ф. н. Овчаренко Наталія Федорівна);
- відділ компаративістики (кер. — д. ф. н. Сиваченко Галина Миколаївна);
- відділ зарубіжної україністики (кер. — д. ф. н. Світлана Іванівна Лущій);
- науково-інформаційний відділ / бібліотека (кер. — Штолько Марина Анатоліївна).

Науково-дослідні центри при Інституті:
- Центр американістики
- Центр германістики
- Центр дослідження проблематики українського шістдесятництва [Архівовано 26 травня 2021 у Wayback Machine.]
- Центр з дослідження літератури фентезі
- Центр досліджень Далекого Сходу
- Центр дослідження життя і творчості Пантелеймона Куліша. Центр об'єднує фахівців з України та із-за кордону, які досліджують життя і творчість Куліша, діячів освіти та культури, політиків, представників органів місцевого самоврядування. Праця Центру націлена на комплексне вивчення Кулішевої спадщини та її видання, передовсім з огляду на наукові потреби, популяризацію творчості письменника, організацію й участь в заходах для вшанування його пам'яті. Пріоритетним завданням Центру є підготовка «Повного зібрання творів» Куліша.[2]
- Науково-дослідні центри, підтримані Інститутом

Інститут літератури ім. Т. Г. Шевченка НАН України є засновником  науково-теоретичного журналу «Слово і Час», який публікує наукові розвідки, що охоплюють широке коло проблем, пов’язаних із вивченням теорії та історії літератури.